# Junulara E-Semajno
La Junulara E-Semajno, anche conosciuto come Junulara Esperanto-Semajno (JES; letteralmente "settimana giovanile di esperanto") è un incontro esperantista organizzato annualmente dalla Gioventù Esperantista Polacca (PEJ) e dalla Gioventù Esperantista Tedesca (GEJ) nella settimana di Capodanno in una diversa località dell'Europa centrale.
L'incontro verrà organizzato a partire dal 2009/10 come naturale prosecuzione (e idealmente come fusione) dell'Internacia Seminario e dell'Ago-Semajno, due incontri esperantisti giovanili che sino al 2008/09 si tenevano contemporaneamente in due diverse località d'Europa durante la settimana di Capodanno. L'Internacia Seminario (IS) era organizzato dalla sola Gioventù Esperantista Tedesca, mentre dell'Ago-Semajno (AS) si occupavano la Gioventù Esperantista Polacca e Varsovia Vento.
La prima edizione dell'incontro avrà probabilmente luogo a Zakopane, nel sud della Polonia.

## Storia

### La nascita dell'idea
La necessità di fondere i due incontri esperantisti che tradizionalmente avevano luogo a fine anno in Europa, IS e AS, era già evidente sin dai primi anni di svolgimento di quest'ultimo evento (il più giovane fra i due). Non era raro assistere a spostamenti di partecipanti dall'uno all'altro festival, per poter incontrare dal vivo tutti gli amici. Lo svolgimento contemporaneo dei due eventi creava problemi anche alla Organizzazione Mondiale della Gioventù Esperantista, che in precedenza era solita tenere le proprie riunioni invernali nel corso dell'IS, ma che a causa della concorrenza involontaria dell'AS non era più riuscita, negli ultimi anni, a garantire la presenza del numero legale di rappresentanti nazionali.
Il primo passo verso la fusione avvenne il 4 agosto 2008, durante il Magiverda Internacia Renkontiĝo (MIRO) di quell'anno, tenuto a Duga Resa, in Croazia. I principali organizzatori dei due eventi, Rolf Fantom (GEJ) e Łukasz Żebrowski (PEJ), ebbero in tale occasione la possibilità di iniziare ad esplorare le possibilità pratiche di arrivare ad una fusione fra i due incontri. Il mantenimento dei rapporti durante le settimane successive è culminato in una riunione organizzativa tenuta a Berlino fra il 25 ed il 27 settembre 2008, cui hanno partecipato anche Agnieszka Rzetelska (PEJ), Julia Hell (GEJ), Pauxlo Ebermann (GEJ) ed Ireneusz Bobrzak (PEJ). In tale occasione è stata formalizzata la decisione di fondere i due eventi a partire dal 2009/10.

### L'annuncio ufficiale
La notizia dell'accordo è stata mantenuta segreta fino alla mezzanotte e trenta del 1º gennaio 2009. In tale data, un annuncio formale è stato dato in contemporanea ai partecipanti del 52° Internacia Seminario, in corso a Biedenkopf (in Germania), e a quelli presenti alla 7ª Ago-Semajno, in corso a Liptovský Mikuláš (in Slovacchia).